# Саутин, Юрий Васильевич
Юрий Васильевич Саутин (20 июля 1963, Жуковка, Брянская область) — советский и российский футболист, полузащитник.

## Биография
В детские годы занимался разными видами спорта, в том числе футболом и хоккеем, под руководством школьного учителя физкультуры Александра Филипповича Бовина. Участник детских турниров «Кожаный мяч» и «Золотая шайба». Выступал на юношеском уровне за команду велозавода, затем во взрослых соревнованиях за «Старт» (Жуковка) и «Партизан» (Брянск) в чемпионате области.
В 1986 году перешёл в брянское «Динамо», где провёл следующие шесть сезонов и сыграл более 190 матчей во второй лиге СССР. В 1989 году со своим клубом стал чемпионом РСФСР и был признан лучшим полузащитником финального турнира. После распада Союза провёл полсезона в первой лиге России в составе АПК (Азов).
Летом 1992 года вместе с группой игроков из Брянска перешёл в белорусский клуб «Ведрич» (Речица), в котором провёл полтора сезона, сыграл 37 матчей и забил один гол в высшей лиге Белоруссии. Автором гола стал 24 июля 1993 года в матче с минским «Торпедо». Финалист Кубка Белоруссии 1992/93.
После возвращения в Россию выступал за «Источник» (Ростов-на-Дону) и брянские «Спартак» и «Динамо». В составе динамовцев за всю карьеру сыграл более 250 матчей в первенствах СССР и России, а всего за профессиональные клубы Брянска — более 330 матчей.
В конце карьеры был играющим тренером клуба «Зенит» (Жуковка), дважды приводил команду к победе в чемпионате Брянской области. В дальнейшем работал директором клубного стадиона. Принимает участие в матчах ветеранов, капитан ветеранской команды брянского «Динамо».

## Личная жизнь
Супруга Радмила, дочь Дарья.